# St. Simon und Judas (Thannhausen)

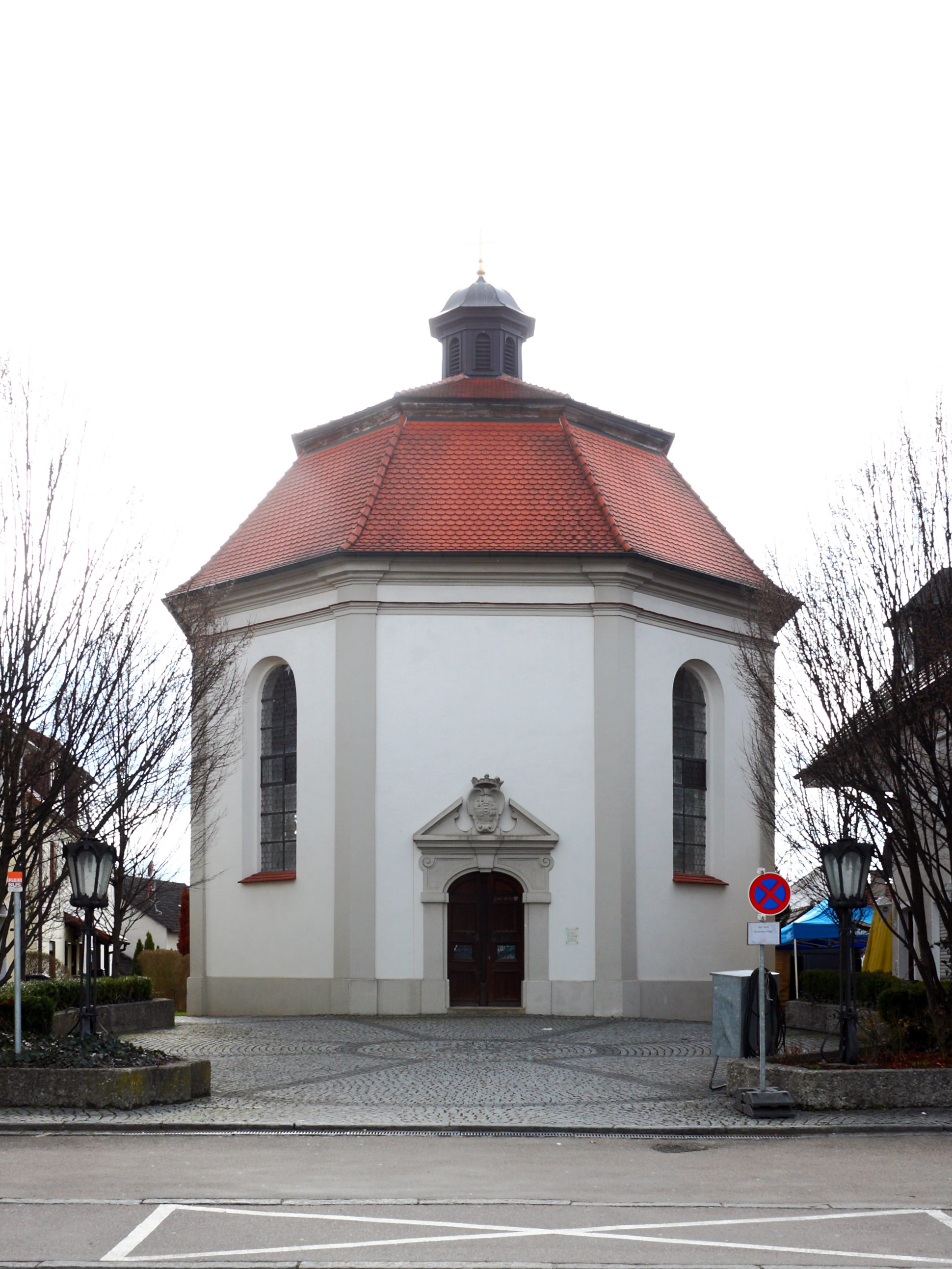
St. Simon und Judas in Thannhausen

Die römisch-katholische Kapelle St. Simon und Judas steht in Thannhausen, einer Stadt im schwäbischen Landkreis Günzburg von Bayern. Das Bauwerk ist in der Liste der Baudenkmäler in Thannhausen als Baudenkmal unter der Nr. D-7-74-185-11 eingetragen.

## Beschreibung
Die Kapelle wurde anstelle der ehemaligen Synagoge 1720–1722 im Auftrag des Grafen Johann Philipp von Stadion erbaut. Sie besteht aus einem Zentralbau mit Pilastern an den acht Ecken, der mit einem Walmdach bedeckt ist, der von einer Laterne gekrönt wird. Das Portal wurde 1937 mit einem Sprenggiebel bedeckt. Das Wappen stammt von der ehemaligen Synagoge. 
Der Innenraum ist mit einer Flachdecke überspannt. Ein Gemälde mit dem Stifter und seiner Familie ersetzte das von Johann Georg Bergmüller gestaltete Altarretabel.